# Litsea walkeri
Litsea walkeri là loài thực vật có hoa trong họ Nguyệt quế. Loài này được (Meisn.) Trimen miêu tả khoa học đầu tiên năm 1885.